# 200031 Romainmontaigut
200031 Romainmontaigut è un asteroide della fascia principale. Scoperto nel 2007, presenta un'orbita caratterizzata da un semiasse maggiore pari a 3,0134239 au e da un'eccentricità di 0,0635811, inclinata di 9,29598° rispetto all'eclittica.